# Templos budistas coreanos
Los templos budistas son una parte importante del paisaje coreano. La mayoría de los templos coreanos tienen nombres que terminan en -sa (사, 寺), que significa "templo" en sinocoreano.
Muchos templos, como Sudeoksa, ofrecen a los visitantes un programa de estancia en el templo.

## Antecedentes
En Corea se desarrolló una forma distintiva de budismo. Esto fue facilitado por la ubicación geográfica y las condiciones culturales. El budismo llegó por primera vez a Corea en 372 en Goguryeo. En 374, el influyente monje chino Han, Ado, llegó al reino e inspiró al rey Sosurim de Goguryeo al año siguiente. Los dos primeros templos Seongmunsa e Ilbullansa fueron construidos en 375 por orden del rey. El budismo pronto se convirtió en la religión nacional de Goguryeo.
Con el advenimiento del taoísmo en 624, los gobernantes comenzaron a reprimir el budismo y su importancia disminuyó rápidamente. El Reino de Baekje, por otro lado, floreció bajo la influencia del budismo. En 552 se enviaron escrituras budistas a Japón. Esto finalmente condujo al establecimiento del budismo en Japón.
En Silla, el budismo también fue importante. Floreció durante el reinado de Jinheung de Silla (540 a 576). Se construyó Heungnyunsa, donde cualquier plebeyo podía convertirse en monje. Se destacó mucho el estudio de las Escrituras. Durante unos 250 años, el budismo prosperó en Silla posterior.
El budismo fue admirado por Wang Geon, quien fue entronizado como Taejo de Goryeo. En todo el país se construyeron pagodas y otras estructuras budistas.
A finales de Goryeo, el budismo se vinculó con la corrupción del régimen. Un gran número de monjes participaron en política. Poco a poco crecieron los sentimientos antibudistas, lo que llevó al caos que terminó con el establecimiento de Joseon. El propio Taejo de Joseon era un devoto budista, pero la influencia de los monjes se redujo. A veces se trataba a los monjes como marginados, pero en general no había ningún obstáculo para su práctica. El patrimonio budista se puede encontrar en todo el país en forma de templos, pagodas, esculturas, pinturas, artesanías y edificios.

## Diseño típico
Un templo coreano típico consta de los siguientes elementos:
1. Iljumun (일 주문, 一 柱 門) - Una puerta de pilar que se encuentra en la entrada a los terrenos del templo.
2. Sacheonwangmun (사천왕문, 四 天王 門), también Cheonwangmun - Puerta de los Cuatro Reyes Celestiales, para marcar la entrada a los límites del templo.
3. Beopdang (법당, 法堂) - Salón de Dharma, utilizado para conferencias y sermones
4. Cuartos monásticos
5. Jonggo (종고, 鐘鼓) - campanario
6. Daeungjeon (대웅전, 大雄殿) - sala principal del santuario que alberga las principales imágenes de Buda del templo
7. Pagoda
8. Myeongbujeon (명부전, 冥府 殿) - sala del juicio, que alberga una imagen del bodhisattva Kshitigarbha (지장, 地 藏) y representaciones del infierno budista
9. Nahanjeon (나한전, 羅漢 殿) - Salón de los Arhats
10. Sansingak (산신각, 山神 閣) - un santuario chamánico dedicado al dios de la montaña Sanshin (산신, 山神), que puede ser representado como hombre o mujer. A veces llamado chilseong-gak (칠성각, 七星 閣) o samseong-gak (삼성각, 三星 閣), este santuario generalmente se encuentra detrás del salón principal del santuario.
11. Ermita

## Templos budistas en Corea del Norte
El gobierno de Corea del Norte se ha apoderado de varios templos budistas, convirtiéndolos en museos de antiguas tradiciones coreanas. Algunos templos todavía están en uso y son considerados como tesoros nacionales. Pocos templos sobrevivieron a los bombardeos estadounidenses durante la guerra de Corea, pero todavía muchos sobreviven en áreas rurales. Algunos de los templos más famosos fueron reconstruidos, como es el caso de Ryongtongsa y Singyesa. En total, hay 300 templos en Corea del Norte.